# 南通医学院第二附属医院
南通医学院第二附属医院（南通市第一人民医院），是中华人民共和国江苏省的一所医院，为三级乙等医院，位于南通市崇川区孩儿巷北路6号。

## 规模
南通医学院第二附属医院总床位710张，日门诊量1200人次。